# Ервандашат
Ервандаша́т (арм. Երվանդաշատ, грабар Երուանդաշատ) — вторая столица древней Армении после Армавира, был основан последним представителем династии Ервандуни царём Ервандом IV около 200 года до н. э.. Оставался столицей Армении до перенесения царской резиденции в город Арташат во II веке до н. э. В начале IV века н. э. царь Великой Армении Трдат III передал город роду Камсаракан в качестве центра области Аршаруник. Город был разрушен в 364 году во время нашествия Шапура II, а его население было депортировано в Персию. Известно, что Ервандашат существовал в VII веке.
Расположен с восточной стороны от впадения реки Ахурян в Аракс.
Вдобавок к остаткам городских укреплений небольшие археологические исследования 1980-х годов выявили следы древних садов и дворцов, описанных древнеармянским историком. Также сохранились следы стен, улиц, строений бывшей столицы Армении.
Нынче на месте города находится одноимённое село.